# Labeo degeni
Labeo degeni är en fiskart som beskrevs av George Albert Boulenger 1920. Labeo degeni ingår i släktet Labeo och familjen karpfiskar. IUCN kategoriserar arten globalt som livskraftig. Inga underarter finns listade i Catalogue of Life.